# Franca Viola
Franca Viola (Alcamo, 9 gennaio 1947) è una donna italiana, la prima ad aver rifiutato il matrimonio riparatore.
Divenne simbolo dell'emancipazione delle donne italiane nell'Italia del secondo dopoguerra.

## Biografia

### Origini
Franca Viola è figlia di una coppia di coltivatori diretti e, all'età di quindici anni, con il consenso dei genitori si fidanzò con Filippo Melodia, nipote del boss mafioso Vincenzo Rimi, e membro di una famiglia benestante. Tuttavia in quel periodo Melodia venne arrestato per furto e appartenenza a una banda mafiosa e ciò indusse il padre di Franca, Bernardo Viola, a rompere il fidanzamento; per queste ragioni, la famiglia Viola fu soggetta a una serie di violente minacce e intimidazioni: il loro vigneto venne distrutto, il casolare annesso bruciato e Bernardo Viola addirittura minacciato con una pistola al grido di "chista è chidda che scaccerà la testa a vossia" (questa - la pistola - è quella che le farà saltare la testa) ma tutto ciò non cambiò la sua decisione.

### La vicenda del matrimonio
Il 26 dicembre 1965, all'età di quasi 18 anni, Franca Viola venne rapita (assieme al fratellino Mariano di 8 anni, subito rilasciato) da Melodia, che agì con l'aiuto di dodici amici, con i quali devastò l'abitazione della giovane e aggredì la madre che tentava di difendere la ragazza. Franca fu violentata, malmenata e lasciata a digiuno, quindi tenuta segregata per otto giorni inizialmente in un casolare al di fuori del paese e poi in casa della sorella di Melodia ad Alcamo stessa; il giorno di Capodanno, il padre della ragazza fu contattato dai parenti di Melodia per la cosiddetta "paciata", ovvero per un incontro volto a mettere le famiglie davanti al fatto compiuto e far accettare ai genitori di Franca le nozze dei due giovani. Il padre e la madre di Franca, d'accordo con la polizia, finsero di accettare le nozze riparatrici e addirittura il fatto che Franca dovesse rimanere presso l'abitazione di Filippo, ma il giorno successivo, 2 gennaio 1966, la polizia intervenne all'alba facendo irruzione nell'abitazione, liberando Franca e arrestando Melodia e i suoi complici.

Franca Viola in una foto d'epoca

Secondo la morale del tempo, una ragazza uscita da una simile vicenda avrebbe dovuto necessariamente sposare il suo stupratore, salvando il suo onore e quello familiare. In caso contrario, sarebbe potuta rimanere zitella e additata come "donna svergognata". All'epoca, la legislazione italiana, in particolare l'articolo 544 del codice penale, recitava: "Per i delitti preveduti dal capo primo e dall'articolo 530, il matrimonio, che l'autore del reato contragga con la persona offesa, estingue il reato, anche riguardo a coloro che sono concorsi nel reato medesimo; e, se vi è stata condanna, ne cessano l'esecuzione e gli effetti penali"; in altre parole, ammetteva la possibilità di estinguere il reato di violenza carnale, anche ai danni di minorenne, qualora fosse stato seguito dal cosiddetto "matrimonio riparatore", contratto tra l'accusato e la persona offesa; la violenza sessuale era considerata oltraggio alla morale e non reato contro la persona.
Il caso sollevò in Italia forti polemiche divenendo oggetto di numerose interpellanze parlamentari.

### Il processo
Quasi un anno dopo, al processo, presso il Tribunale di Trapani, presieduto dal giudice Giovanni Albeggiani e con Ludovico Corrao legale di parte civile, la difesa tentò invano di screditare la ragazza, sostenendo che fosse consenziente alla fuga d'amore, la cosiddetta "fuitina", un gesto che avrebbe avuto lo scopo di ottenere il consenso al matrimonio e mettere la propria famiglia di fronte al fatto compiuto, e che il successivo rifiuto di Franca di sposare il rapitore sarebbe stato frutto del disaccordo della famiglia per la scelta del marito. 
Il 14 dicembre, al termine di una requisitoria durata oltre due ore, il pubblico ministero, dottor Giovanni Silvestro Coco, chiese pene severe per Filippo Melodia e i suoi undici complici. In particolare, per Melodia vennero richiesti 22 anni e 10 mesi di reclusione, in quanto ritenuto colpevole di ratto a fine di matrimonio, sequestro di persona, minacce, violenza privata, violenza carnale, danneggiamento continuato e pascolo abusivo, tutti reati aggravati. Gli altri imputati vennero accusati di concorso negli stessi reati, eccetto il sequestro di persona e la violenza carnale; Antonino Stellino fu imputato soltanto per favoreggiamento.

Durante la sua requisitoria, il PM Coco sottolineò il valore simbolico della scelta di Franca Viola di rifiutare il matrimonio riparatore, affermando:
«Il rifiuto della Viola al matrimonio con il suo rapitore, ritengo sia degno della massima considerazione; Franca Viola ha scelto la strada che indicava il sentimento e non quella che seguiva la convenienza o la tradizione del suo paese. [...] Tutti dobbiamo convincerci che un matrimonio in quelle circostanze è una irrisione al matrimonio considerato come sentimento o come seminarium rei publicae. Per la donna italiana spesso il matrimonio è l’unica sistemazione possibile, ma non è la sola sistemazione quando questa deve avvenire come era prospettato alla ragazza, che si è invece presentata a noi per chiedere giustizia.»
Filippo Melodia fu infine condannato il 17 dicembre 1966 a 11 anni di carcere. La pena fu ridotta il 10 luglio 1967, al processo d'appello di Palermo, a 10 anni con l'aggiunta di 2 anni di soggiorno obbligato nei pressi di Modena. La sentenza fu confermata in Cassazione il 30 maggio 1969.
La Cassazione condannò sette complici di Melodia a 5 anni e 2 mesi ciascuno.

Franca Viola in udienza papale

Melodia, nonostante fosse detenuto, fu sospettato dal colonnello dei carabinieri Giuseppe Russo (ucciso dalla mafia nel 1977) di essere la mente dietro alcuni sequestri di persona a scopo di estorsione avvenuti in provincia di Trapani. Uscì dal carcere nel 1976 e sposò una ragazza conosciuta per corrispondenza, trasferendosi nei dintorni di Modena, dove però fu ucciso da ignoti, il 13 aprile 1978, con due colpi di lupara.
La norma invocata a propria discolpa dall'aggressore, l'articolo 544 del codice penale, sarà abrogata con la legge 442, promulgata il 5 agosto 1981 a sedici anni di distanza dal rapimento di Viola, e solamente nel 1996 lo stupro da reato «contro la morale» sarà riconosciuto in Italia come un reato «contro la persona».

## Vita privata
Si sposò nel 1968 con un giovane compaesano e amico d'infanzia, Giuseppe Ruisi, ragioniere, che insistette nel volerla prendere in moglie, nonostante lei cercasse di distoglierlo dal proposito per timore di rappresaglie. Come la stessa Franca ricordò anni dopo in una delle rare interviste concesse alla stampa, il futuro marito le avrebbe dichiarato di non temere ritorsioni da parte dei Melodia, dichiarando: "Meglio vivere dieci anni con te che tutta la vita con un'altra".
Giuseppe Saragat, Presidente della Repubblica Italiana, inviò alla coppia un dono di nozze per manifestare a Franca Viola la solidarietà e la simpatia sua e degli italiani. In quello stesso anno i due sposi furono ricevuti dal papa Paolo VI in udienza privata.
La coppia ebbe due figli; si trasferì a vivere a Monreale per i primi tre anni di matrimonio, per poi tornare ad Alcamo.

### Gli anni 2000
L'8 marzo 2014, Franca Viola è stata insignita al Quirinale dell'onorificenza di Grande Ufficiale dell'Ordine al Merito della Repubblica Italiana dal Presidente della repubblica Giorgio Napolitano con la motivazione: "Per il coraggioso gesto di rifiuto del matrimonio riparatore che ha segnato una tappa fondamentale nella storia dell'emancipazione delle donne nel nostro Paese".

## Nei media
- La sua vicenda ispirò, nel 1970, il film La moglie più bella di Damiano Damiani, in cui la sua figura è rappresentata dal personaggio di Francesca Cimarosa, impersonata da un'allora giovanissima ed esordiente Ornella Muti, mentre il cantautore Otello Profazio le dedicò la canzone La regina senza re.
- La scrittrice Beatrice Monroy l'ha resa oggetto, nel 2012, del suo libro Niente ci fu (ed. La Meridiana)[12], che venne però rinnegato dalla stessa Franca Viola in quanto dipingeva la figura del padre come un uomo cattivo e prepotente.[13]
- Allo stesso modo la protagonista del romanzo Oliva Denaro di Viola Ardone, è tratta liberamente dalla figura di Franca Viola[14][15]. Il testo ha anche isprirato l'omonima opera teatrale con Ambra Angiolini, nelle sale dal 2024.[16]
- Nel 2022 la sua vicenda ha ispirato anche il film Primadonna.[17]

### Filmografia
- La moglie più bella, regia di Damiano Damiani (1970)
- Viola, Franca, regia di Marta Savina – cortometraggio (2017)[18]
- Primadonna, regia di Marta Savina (2022)